# Rose Tattoo (album)
Albums de Rose Tattoo
Assault and Battery
(1981)
Rose Tattoo est le premier album du groupe australien Rose Tattoo. Il est sorti en 1978 dans un premier temps uniquement en Australie sur le label Albert Productions. Il faudra attendre 1980 pour voir une sortie mondiale et même 1981 pour sa parution en française sur le label Epic. 

## Historique
Il a été enregistré aux « Albert studios » à Sydney par le duo de producteur Harry Vanda et George Young (AC/DC notamment).  Il profitera du nouvel engouement suscité par le renouveau du métal européen (NWOBHM), pour s'imposer. Cet album est d'une rare violence pour l'époque. Trois singles Rock'n'Roll Outlaw, One of The Boys et Bad Boy For Love seront tirés de cet album. Rock'n'Roll Outlaw se classa à la 60e place des charts britanniques.
Suivant les pays, il sortira sous une pochette différente à L'original, voire sous le titre Rock'n'Roll Outlaw. En 2008, Repertoire Records fera paraitre une réédition agrémentée de cinq titres bonus (dont quatre en "live").
La chanson Nice Boys sera reprise par le groupe américain Guns N' Roses sur son album G N' R Lies (1988).

## Musiciens
- Angry Anderson : chant.
- Peter Wells : guitare slide, chœurs.
- Mick Cocks : guitares.
- Geordie Leach : basse.
- Dallas "Digger" Royall : batterie, percussion.

## Liste des titres
- Tous les titres sont signés Rose Tattoo.

Face 1
| No | Titre                     | Durée |
| -- | ------------------------- | ----- |
| 1. | Rock'n'Roll Outlaw        | 3:18  |
| 2. | Nice Boys                 | 2:50  |
| 3. | The Butcher And Fast Eddy | 6:30  |
| 4. | One Of The Boys           | 3:08  |
| 5. | Remedy                    | 3:00  |

Face 2
| No  | Titre            | Durée |
| --- | ---------------- | ----- |
| 6.  | Bad Boy For Love | 3:00  |
| 7.  | T.V.             | 1:57  |
| 8.  | Stuck On you     | 3:55  |
| 9.  | Tramp            | 2:35  |
| 10. | Astra Wally      | 5:55  |

Titres Bonus Réédition 2008.
| No  | Titre                       | Durée |
| --- | --------------------------- | ----- |
| 11. | Snow Queen                  | 4:21  |
| 12. | Rock'n'Roll Outlaw (Live)   | 3:34  |
| 13. | Bad Boy for Love (Live)     | 5:39  |
| 14. | Rock'n' Roll Is King (Live) | 4:26  |
| 15. | Suicide city (Live)         | 5:18  |

## Charts
Album
| Chart (1978/79)   | Position |
| ----------------- | -------- |
| Kent Music Report | 40       |

Single
| Single             | Chart            | Durée du classement | Position | Date            |
| ------------------ | ---------------- | ------------------- | -------- | --------------- |
| Rock'n'Roll Outlaw | UK Singles Chart | 4 semaines          | 60e      | 25 juillet 1981 |